# Rhinotora travassosi
Rhinotora travassosi är en tvåvingeart som beskrevs av Guilherme A.M.Lopes 1934. Rhinotora travassosi ingår i släktet Rhinotora och familjen myllflugor. Inga underarter finns listade i Catalogue of Life.